# ماتشي كانجر
ماتشي كانجر (بالبولندية: Maciej Ganczar) (من مواليد 19 يناير 1976 في لودز ) هو عالم أدبي بولندي متخصص في الأدب الألماني ، ومترجم أدبي ، ومؤلف منشورات لتعليم اللغات الأجنبية ، وكذلك في مجال اللغات لأغراض خاصة.

## الحياة
ولد ماتشي قانچر في 19 يناير 1976 في مدينة وودج ببولندا، وقضى طفولته وشبابه في بيوتركوڤ تريبونالسكي. درس اللغة الألمانية في جامعة يان دوقش في تشيستوخوفا، وفي جامعة شچيچن، وأخيرًا في جامعة شيليشيا، حيث نال درجة الدكتوراه في عام 2007.
حاضر ماتشي منذ عام 2001 في عدة جامعات منها جامعة وارسو والأكاديمية الطبية في وارسو (التي أصبحت الآن جامعة وارسو الطبية) وجامعة ديل سالينتو في ليتشي بإيطاليا. يشغل حاليًا منصب رئيس مركز اللغات الأجنبية ورئيس كلية بريميد والمدرسة الإعدادية في جامعة وارسو الطبية، وهو أيضًا خبير الكتب الدراسية في وزارة التعليم البولندية.
كما أنه ناشط في مجال التحرير والترجمة للأدب الألماني، وبخاصة الأعمال المسرحية. تشمل ترجماته أعمالًا لمارك بيكر، وويلهلم جينازينو، وكيرستين سبيشت، ولوكاس هوليغر، وولفغانغ سريتر، وأندريا إم شينكل، وأودون فون هورفاث، وماكس فريش، ورولف هوشوث، وآرثر شنيتزلر وهيرمان بروش.
وهو محرر لسلسلة علمية تركز على العلاقة بين الطب والعلوم الإنسانية (ars medica ac humanitas). منذ عام 2011، هو عضو في الجمعية العالمية لهيرمان بروش (International Hermann Broch’s Society) في واشنطن. في نفس العام، تم تعيينه رئيسًا لجمعية المترجمين الأدبيين البولنديين وظل في هذا المنصب لمدة فترتين حتى عام 2017. ومنذ عام 2015، هو أيضًا عضو في الجمعية البولندية لأبحاث المسرح.
حصل على وسام لجنة التربية الوطني في 2016.

## روابط خارجية
- جمعية المترجمين الأدبيين البولنديين
- كتالوج المكتبة الوطنية البولندية
- Internationaler Arbeitskreis Hermann بروش
- وزارة التعليم البولندية
- مركز اللغات الأجنبية في جامعة وارسو الطبية